# 칼 래슐리
칼 스펜서 래슐리(Karl Spencer Lashley 1890년 6월 7일 – 1958년 8월 7일)는 심리학자이자 행동주의적 입장을 취했으며 학습과 기억 연구에 대한 공헌에 기여했다. 칼 래슐리(Karl Lashley)는 2002년에 발표된 일반 심리학 조사에서 20세기에 61번째로 가장 많이 인용된 심리학자로 선정되었다.

## 엔그램
칼 래슐리는 1930년을 전후한 그의 엔그램(engram)에대한 연구인 이반 파블로프의 고전적 조건형성에 관한 이론의 검증작업으로 잘알려져있다. 그의 이후의 연구성과는 고전적 조건형성의 취약한 부분이나 일반적이지 못한 부분을 재평가하고 적절한 가설로 수정되어 받아들여질수있도록 기여하였다. 그는 1950년대까지 이러한 그의 연구에서 두 가지 개별 원칙, 즉 양작용(mass action,대량작용) 행동과 등능성(equipotentiality 등위성)이라고 불릴만한 결과를 확인했다. '양작용'(mass action)은 학습 속도, 효능 및 정확성이 이용 가능한 대뇌피질의 양에 의존한다는 생각을 말한다. 또한 복잡한 과제를 학습한 후 대뇌 피질 조직이 파괴되면 그 임무 수행 능력의 악화는 그 위치보다 파괴된 조직의 양에 의해 더 많이 결정된다는 사실이다. 이러한 맥락은 대뇌피질의 위치보다는 대뇌피질의 동등한 능력에 기인하는 뇌의 등위성과 뇌의 이러한 기능적 역할인 등위성에 기반하는 양작용을 시사한다.

## 견해
칼 래슐리는 '행동의 기본 신경 메커니즘'(Basic Neural Mechanisms in Behavior)에서
Psychology is today a more fundamental science than neurophysiology. By this I mean that the latter offers few principles from which we may predict or define the normal organization of behavior, whereas the study of psychological processes furnishes a mass of factual material to which the laws of nervous action in behavior must conform.
심리학은 오늘날 신경 생리학보다 더 근본적인 과학입니다. 이것은 후자가 우리가 정상적인 행동 조직을 예측하거나 정의할 수 있는 몇 가지 원칙을 제공하는 반면 심리학적인 과정에 대한 연구는 행동의 신경 작용 법칙이 준수해야하는 많은 사실 자료를 제공한다는 것입니다.
라고 그의 견해를 언급한바있다.

## 같이 보기
- 엔그램
- 한스 쿠이퍼스